# Aéroport régional de Kindersley
L'aéroport régional de Kindersley est un aéroport situé en Saskatchewan, au Canada.